# Catherine Wolfe Bruce
Catherine Wolfe Bruce, ameriška človekoljubka, * 22. januar 1816, New York, ZDA, † 13. marec 1900, New York.

## Življenje in delo
Bruceova je bila podpornica astronomije. Bila je hči ameriškega slikarja, poslovneža in izumitelja Georgea Brucea (1781-1866) in Catherine Wolfe. Oče Bruce se je leta 1795 izselil v Ameriko iz Škotske in se najprej izučeval v Filadelfiji. Z bratom Davidom je kmalu posloval z več tiskarnami v New Yorku. Začela pa sta z izdajanjem Lavoisierjeve knjige Traité Élémentaire de Chimie. Kasneje je Bruce postal znan po tipu tipografskih črk.
Leta 1887 je Catherine podarila Prosto knjižnico Georgea Brucea (George Bruce Free Library). Med letoma 1889 in 1899 je Observatoriju Kolidža Harvard, Observatoriju Yerkes in Deželnemu observatoriju Heidelberg-Königstuhl, (tedaj ga je vodil Max Wolf), podarila denarna sredstva za nakup daljnogledov.
Od leta 1889 Tihomorsko astronomsko društvo vsako leto podeljuje medaljo Bruceove za izjemne življenjske dosežke na področju astronomije, ki velja za eno najvidnejših priznanj iz astronomije.

## Priznanja

### Poimenovanja
Po njej se imenuje asteroid glavnega pasu 323 Brucija (323 Brucia) in udarni krater Bruce na Luni. Asteroid Brucija je bil prvi odkriti asteroid s pomočjo astrofotografskih postopkov.